# Copa de Competencia (AAmF)
A Copa de Competencia egy argentin labdarúgókupa volt, amelyet az argentin labdarúgó-szövetségből (AFA) 1919-ben kivált klubok által alapított Argentin amatőrök labdarúgó-szövetsége (AAmF) szervezett meg. A kupát 1920-ban alapították meg, az utolsó torna pedig 1926-ban került megrendezésre.
Az első tornán 21 csapat vett részt Buenos Airesből és Rosarióból, amelyek mind AAmF tagok voltak. 1924-től viszont csak buenos airesi csapatok szerepeltek a kupában, mert a rosariói klubok csatlakoztak a Liga Rosarinához.

## Eredmények
| Szezon | Győztes         | Eredmény | Második          | Helyszín                                |
| ------ | --------------- | -------- | ---------------- | --------------------------------------- |
| 1920   | Rosario Central | 2–0      | Sportivo Almagro | Estadio GEBA, Buenos Aires              |
| 1924   | Independiente   | 1–1      | Sportivo Almagro | Estadio Independiente, Avellaneda       |
| 1924   | Independiente   | 0–0      | Sportivo Almagro | Estadio Banfield, Banfield              |
| 1924   | Independiente   | 1–0      | Sportivo Almagro | Estadio Platense, Buenos Aires          |
| 1925   | Independiente   | 2–0      | Sportivo Palermo | Estadio Alvear y Tagle, Buenos Aires    |
| 1926   | Independiente   | 3–1      | Lanús            | Estadio Sportivo Barracas, Buenos Aires |

## Gólkirályok
| Év   | Játékos              | Gólok | Klub                |
| ---- | -------------------- | ----- | ------------------- |
| 1920 | Ildefonso Alzúa      | 4     | San Isidro          |
| 1924 | Pedro De Sarrasqueta | 8     | Estudiantil Porteño |
| 1924 | Pasqual Licciardi    | 8     | River Plate         |
| 1925 | Raimundo Orsi        | 8     | Independiente       |
| 1926 | Nicanor Moro         | 7     | Liberal Argentino   |

## Fordítás
Ez a szócikk részben vagy egészben  a   Copa de Competencia (Asociación Amateurs) című angol Wikipédia-szócikk fordításán alapul.  Az eredeti cikk szerkesztőit annak laptörténete sorolja fel. Ez a jelzés csupán a megfogalmazás eredetét és a szerzői jogokat jelzi, nem szolgál a cikkben szereplő információk forrásmegjelöléseként.